# UCI WorldTour
O UCI World Tour (nos anos 2009-2010 UCI World Ranking, não confundir com o UCI World Ranking criado em 2016 como substituto do Ranking UCI) é a denominação de todas as corridas de máximo nível de ciclismo de estrada masculino na que estas são agrupadas num mesmo calendário, depois do acordo definitivo entre a União Ciclista Internacional e os organizadores das Grandes Voltas em janeiro de 2009; ainda que durante os dois primeiros anos seguiram diferenciando-se com denominações diferentes.
Como é o substituto do UCI ProTour se costuma confundir com ela, ainda que as diferentes normas e o acordo entre a União Ciclista Internacional e os organizadores das Grandes Voltas têm feito que seja uma competição diferente. Sendo esta em princípio uma combinação do Ranking UCI (por ser uma classificação mais aberta que o Pro Tour ainda que a partir de 2011 voltou a ser mais fechada) e do UCI ProTour (por ter as equipas UCI Pro Team a participação assegurada e obrigada em algumas corridas e a partir de 2011 em todas elas).
Em 2016 criou-se um UCI WorldTour Feminino substituindo à Copa do Mundo de Ciclismo Feminina.

## Disputa entre a UCI e os organizadores das Grandes Voltas
A criação deste circuito vem dada por anos de confrontos entre a UCI e os organizadores das Grandes Voltas por ter a hegemonia do ciclismo mundial dado que o circuito UCI Pro Tour viu-se como um sistema para que a UCI controlasse as corridas inscritas baixo esse circuito.
As provas de máximo nível organizadas pelos organizadores das Grandes Voltas são:
- Amaury Sport Organisation (ASO) (França): Paris-Nice, Paris-Roubaix, Flecha Valona, Liège-Bastogne-Liège, Dauphiné Libéré (desde o ano 2010)[3] e Tour de France.[4]
- RCS Sport (Itália): Tirreno-Adriático, Milão-Sanremo, Giro d'Italia e Giro de Lombardia.[5]
- Unipublic (Espanha): Volta a Espanha (100% do capital pertencente à ASO desde 2014).[6]

Ademais, a Amaury Sport Organisation e RCS Sport também organizam outras provas ciclistas profissionais de menor nível como o Tour de Catar, Critérium Internacional, Tour de Picardie, Tour de l'Avenir, Paris-Tours, Paris-Tours sub-23 e Tour de Faso (até 2008), entre outras, por parte de ASO e Strade Bianche e o Giro do Piamonte por parte de RCS Sport.
Estes organizadores, e obviamente as suas corridas, lembraram uma uniformidade de critérios face a defender os seus interesses.
Já desde antes de iniciar o circuito Pro Tour teve dúvidas sobre se as provas de Amaury Sport Organisation junto às outras Grandes Voltas iam entrar neste circuito, ainda que finalmente o fizeram.
Na primeira edição do UCI Pro Tour as corridas organizadas pelas Grandes Voltas negaram-se ou puseram oposição a que o ciclista líder do Pro Tour levasse o maillot identificativo.

### Primeiros desacordos importantes: Unibet.com
Em 2007 o facto mais visível foi a negativa a aceitar a participação automática às novas equipas UCI Pro Team (Astana e Unibet.com) tendo que participar mediante convite. Ainda que em realidade foi um veto encoberto à equipa Unibet.com pela proibição do governo francês de levar propaganda de apostas de empresas estrangeiras, veto que apoiaram as demais corridas alheias à UCI. Destas corridas o Unibet.com só correu a Milão-Sanremo, enquanto o Astana correu a maioria delas.
Ademais a Unipublic, organizadora da Volta a Espanha, em seu objectivo de desmarcarsse definitivamente da UCI, apresentou a "corrida do milhão de dólares" em Abu Dhabi (Emirados Árabes Unidos) que devia começar a se disputar nesse ano ainda que finalmente não se chegou a disputar nenhuma edição.

### Estoira a guerra: corridas desmarcadas da UCI
No ano mais conflictivo foi o 2008 na que algumas corridas de máximo nível como a Paris-Nice se desmarcaram da UCI entrando, num calendário nacional, categoria.NE (National Event), onde se costumam enquadrar os critérios ou as corridas amadoras nacionais ainda que não se permitisse para uma corrida desse tipo com equipas profissionais de máxima categoria. O mesmo passaria com o Tour de France, que a UCI a indicou nas seus imagens simplesmente com um N. Outras entraram no calendário internacional com um asterisco (sem categoria) ainda que oficialmente com a denominação improvisada de Historic Calendar e outras como a Paris-Tours e a Tirreno Adriático entraram em categoria.HC da Europa (máxima categoria do calendário Continental Europeu). Para evitar a participação de equipas importantes em corridas que não estavam no calendário internacional mas se adoptava esse regulamento "ilegalmente" a UCI chegou a anunciar sanções para os organizadores dessa primeira corrida "rebelde" (a Paris-Nice) e os corredores que a disputaram, que no caso dos corredores podiam chegar até aos seis meses de suspensão; inclusive a UCI chegou a advertir que uma corrida fora das suas regulações internacionais poderia acarretar que os seguros por acidentes não se fizessem cargo ao não estar a corrida regulada baixo essa "protecção" da UCI. Para mais inri, o Tour de France advertiu às equipas que renunciassem a participar nessa primeira corrida "rebelde", a Paris-Nice, que não se lhes ia a convidar ao Tour. Finalmente as equipas participaram nessas corridas alheias à UCI e este organismo não cumpriu as suas ameaças de sanção.
Devido ao conflito a UCI programou um precalendário alternativo face ao UCI ProTour de 2009 para substituir aquelas corridas "rebeldes", em muitos casos coincidindo em suas datas. O que provocou dúvidas nas equipas sobre a conveniência a estar num circuito com pouco interesse comercial para os seus interesses se pondo estes de parte das Grandes Voltas.
Em agosto a UCI apresentou o sistema UCI World Calendar ainda que, Víctor Cordeiro, director da Volta a Espanha desmentiu que as Grandes Voltas tinham aceitado essa proposta.

### Anos de transição: UCI ProTour e Históricas
Uma vez acabada a Volta voltaram-se a reunir e começaram a produzir-se os primeiros acordos lembrando os organizadores do Tour dar convite automático (salvo casos de dopagem ou causa muito justificada) às equipas que tinham licença UCI Pro Team das antigas, isto é, as do UCI ProTour de 2008. Estes foram um total de 16 depois dos desaparecimentos da Crédit Agricole e Gerolsteiner. Ainda que se sobreentendia que também todas as equipas ProTeam e ex-ProTeam tinham preferência para obter convite nas Grandes Voltas e no resto de corridas organizadas pela Amaury Sport Organisation, RCS Sport e Unipublic ainda que sempre fazia falta convite expresso dessas corridas e no caso da obter as equipas podiam renunciar a ela (ao invés que nas corridas Pro Tour na que as equipas ProTeam têm convite assegurado e com participação obrigatória). Este primeiro acordo teve uma vigência de dois anos.
Apesar desse primeiro acordo o fim definitivo do conflito não chegou até janeiro do seguinte ano, pouco antes de começar a temporada oficial. Formando um calendário global de corridas de máximo nível chamado UCI World Calendar dentro dele diferenciando as Corridas UCI Pro Tour (controladas pela UCI) das Históricas (controladas por ASO, RCS Sport ou Unipublic), a cada uma com umas normas (como critérios de convite a equipas, juízes, métodos antidopagem...) diferentes. Durante esses anos de denominação de UCI World Calendar o ranking global foi chamado UCI World Ranking com a grande novidade que puderam entrar em dita classificação as equipas de categoria Profissional Continental (segunda divisão).
Com respeito ao último calendário unificado caiu a corrida da ASO Paris-Tours que se enquadrou na máxima categoria (categoria.HC) do circuito continental europeu, categoria onde permanece desde o ano 2008. Dentro das UCI Pro Tour caíram o Campeonato de Zurique, Contrarrelógio por equipas ProTour e Volta à Alemanha desaparecidas em 2007, 2008 e 2009 respectivamente; que, em certa maneira, foram substituídas pelo Tour Down Under (introduzida no 2008) e as clássicas canadianas do Grande Prêmio de Quebec e Grande Prêmio de Montreal (introduzidas no mesmo ano de sua criação: 2010).

### Acordo definitivo: UCI World Tour
Uma vez assentado o UCI World Calendar e depois da finalização do primeiro acordo, os organizadores das Grandes Voltas em princípio lembraram utilizar a partir de 2011 o critério objectivo de convidar àquelas corridas aos 17 primeiros do UCI World Ranking do ano anterior. Enquanto, a UCI lembrou que para ser equipa UCI Pro Team, com obrigatoriedade de correr as corridas UCI Pro Tour, se ia basear nos resultados obtidos pelos ciclistas contratados para a temporada seguinte nos dois anos precedentes. Dito acordo ia-se a pasmar na criação do UCI World Tour para o 2011 mas finalmente os organizadores de Grandes Voltas cederam e aceitaram voltar a critério do antigo UCI Pro Tour de ter convite assegurado e obrigada para os 18 equipas ProTeam que decidisse a UCI, desaparecendo definitivamente a diferenciação entre umas corridas e outras se integrando todas na nova denominação de UCI World Tour. Estes organizadores aceitaram dito critério de participação com a condição de que a cada ano se revisassem as equipas ProTeam mediante um critério desportivo.
Por sua vez a UCI decidiu procurar um substituto à Paris-Tours, única corrida que ainda não tinha sido substituída com respeito ao último calendário unificado (a Paris-Tours baixou ao UCI Europe Tour em 2008); esta foi uma corrida não de Amaury Sport Organisation e além de vários dias como o Tour de Pequim (introduzida no mesmo ano da sua criação: 2011) ainda que finalmente Amaury Sport Organisation fez-se cargo dela.

### Novas desacordes
No final do 2015 a UCI anunciou as novas normas a partir de 2017 que mal mudavam com respeito a anos anteriores. A novidade incluía uma licença para as corridas que ia ser de 3 anos, a mesma que iam ter as equipas. No entanto enquanto o máximo de equipas estabelecia-se em 18 dava-se opção a ampliar o número de corridas, nesse momento tinha 27.
ASO mostrou-se na contramão nessa estabilidade das normas e retirou todas as suas provas de UCIWorld Tour, incluindo a Volta a Espanha, face ao 2017 as introduzindo na categoria.HC (máxima categoria do circuito continental do UCI Europe Tour). Os motivos expostos foram muito similares às anteriores disputas já que segundo suas palavras ASO aposta por "um modelo europeu de ciclismo" e "um sistema aberto no que o critério desportivo é prioritário". Dito em outras palavras ASO quer ter mais liberdade à hora de convidar às equipas e em caso de ter participação assegurada que esta seja prioritariamente por critérios desportivos.

## Normativa

### Corridas
Em quanto às corridas, as Pro Tour também são regidas pelo regulamento UCI Pro Tour tendo que cumprir uns estritos requisitos económicos, desportivos e antidopagem que impõe a UCI, controlando a própria UCI muitos aspectos organizativos. Em mudança, as Corridas Históricas têm mais "liberdade" nesse aspecto já que não têm tanto controle da UCI, e tendo, em alguns casos, esses organizadores das Grandes Voltas formas de organização alheios à UCI como métodos antidopagem ou juízes desportivos próprios, sendo a UCI uma mera supervisora ainda que também utilizando os seus próprios meios complementares ao dessas corridas.

### Rankings
Elaborou-se um ranking UCI World Tour até ano 2018, onde se classificava por pontos para corredores, equipas e países; tendo a classificação por países repercussão à hora dos corredores que se possam seleccionar no Mundial de Ciclismo já que os 10 primeiros países tinham direito a 9 corredores (ao igual que na antiga classificação Pro Tour).
Desde o ano 2019 a UCI anunciou uma reforma na organização do ranking do ciclismo de estrada masculino, onde o ranking UCI World Tour desapareceu e desde então só aplica o Ranking Mundial (UCI World Ranking).

### Passaporte biológico
O passaporte biológico é um método, aprovado em 2008, para analisar exaustivamente os níveis sanguíneos e urinários da cada ciclista afastando ou controlando àquele que tivesse uma alteração significativa em ditos níveis. Todas as equipas que tenham que correr no UCI World Tour (anteriormente UCI World Calendar) e que correram no passado UCI Pro Tour 2008 (excepto os convites especiais de equipas nacionais) deviam investir para aplicar este método de controle a seus corredores. Com respeito às corridas organizadas pelos organizadores das Grandes Voltas que no 2008 foram por "livre" se obrigou ao ter em todas delas. Ainda que ao princípio de temporada, devido à falta de comunicação entre a UCI e estas corridas se "colou" uma equipa sem este requisito em corridas de RCS Sport (concretamente na Tirreno-Adriático, Milão-Sanremo e Giro d'Italia) este foi o LPR Brakes, que logicamente quando se confirmou que não cumpria dito requisito foram negadas as suas petições de ser convidado a essas corridas. Uma vez finalizada a temporada a UCI chegou a um acordo com essa equipa para o pagamento da quota do passaporte biológico.
Começou-se a aplicar de forma experimental no 2008 ainda que os primeiros resultados oficiais não chegaram até à temporada de 2009 com os primeiros arguidos que foram: Igor Astarloa, Rubén Lobato, Ricardo Serrano González, Pietro Caucchioli e Francesco De Bonis; que desde a data do anúncio da acusação não voltaram a correr, e alguns deles como De Bonis e Ricardo Serrano com sanção em firme por consumo de CERA, positivo anunciado após ser acusados por resultados anómalos em dito passaporte.
A essência do passaporte biológico proveio do sentimento de frustração por parte dos encarregados da luta da detecção de dopagem no ciclismo. Uma vez depois de outra se deram situações nas que a inovação das substâncias era indetectáveis pelos sistemas anti dopagem. Por isso, numa tentativa de tomar a dianteira a este tipo de situações que deixavam em xeque as técnicas e esforços dos encarregados desta complicada luta, se levou a cabo a ideia de normalizar uma série de valores sanguíneos. Desta maneira, uma variação anómala suporia um possível caso de dopagem, depois do qual chegaria um estudo do caso em maior profundidade. Apesar de dar-se casos nos que a efectividade do método tem ficado em entre dito, o passaporte biológico se utilizou posteriormente em diferentes desportos com o objectivo de lutar contra o dopagem.

## Edições
| Ano  | Equipas                                               | Corridas                              | Ver também        |
| ---- | ----------------------------------------------------- | ------------------------------------- | ----------------- |
| 2009 | 36 (18 UCI Pro Teams + 18 Profissionais Continentais) | 24 (14 UCI Pro Teams + 10 Históricas) | UCI Pro Tour 2009 |
| 2010 | 35 (18 UCI Pro Teams + 17 Profissionais Continentais) | 26 (16 UCI Pro Teams + 10 Históricas) | UCI Pro Tour 2010 |
| 2011 | 18 (18 UCI Pro Teams)                                 | 27                                    |                   |
| 2012 | 18 (18 UCI Pro Teams)                                 | 30 (29)                               |                   |
| 2013 | 19 (19 UCI Pro Teams)                                 | 30 (29)                               |                   |
| 2014 | 18 (18 UCI Pro Teams)                                 | 28                                    |                   |
| 2015 | 17 (17 UCI Pro Teams)                                 | 27                                    |                   |
| 2016 | 18 (18 UCI Pro Teams)                                 | 27                                    |                   |
| 2017 | 18 (18 UCI Pro Teams)                                 | 37                                    |                   |
| 2018 | 18 (18 UCI Pro Teams)                                 | 37                                    |                   |
| 2019 | 18 (18 UCI World Team)                                | 37                                    |                   |
| 2020 | 19 (19 UCI WorldTeam)                                 | 21                                    |                   |
| 2021 | 19 (19 UCI WorldTeam)                                 | 29                                    |                   |
| 2022 | 18 (18 UCI WorldTeam)                                 | 31                                    |                   |
| 2023 | 18 (18 UCI WorldTeam)                                 | 35                                    |                   |
| 2024 | 18 (18 UCI WorldTeam)                                 | 35                                    |                   |
| 2025 | 18 (18 UCI WorldTeam)                                 | 36                                    |                   |

- Entre parênteses as corridas finalmente disputadas pela anulação de corridas que no calendário inicial se estavam no ProTour.

## Palmarés
- Desde o ano 2019 desaparece o ranking UCI World Tour e sendo substituído pelo Ranking Mundial (UCI World Ranking)[47]

| Ano               | Classificação individual | Classificação por equipas | Classificação por países |
| ----------------- | ------------------------ | ------------------------- | ------------------------ |
| 2009              | Alberto Contador         | Astana                    | Espanha                  |
| 2010              | Joaquim Rodríguez        | Saxo Bank                 | Espanha                  |
| 2011              | Philippe Gilbert         | Omega Pharma-Lotto        | Itália                   |
| 2012              | Joaquim Rodríguez        | Sky                       | Espanha                  |
| 2013              | Joaquim Rodríguez        | Movistar                  | Espanha                  |
| 2014              | Alejandro Valverde       | Movistar                  | Espanha                  |
| 2015              | Alejandro Valverde       | Movistar                  | Espanha                  |
| 2016              | Peter Sagan              | Movistar                  | Espanha                  |
| 2017              | Greg Van Avermaet        | Sky                       | Bélgica                  |
| 2018              | Simon Yates              | Quick-Step Floors         | Não se entregou          |
| UCI World Ranking |                          |                           |                          |
| 2019              | Primož Roglič            | Deceuninck-Quick Step     | Bélgica                  |
| 2020              | Primož Roglič            | Jumbo-Visma               | França                   |
| 2021              | Tadej Pogačar            | Deceuninck-Quick Step     | Bélgica                  |
| 2022              | Tadej Pogačar            | Deceuninck-Quick Step     | Bélgica                  |
| 2023              | Tadej Pogačar            | UAE Team Emirates         | Bélgica                  |
| 2024              | Tadej Pogačar            | UAE Team Emirates         | Bélgica                  |

## Histórico de corridas
Para as corridas do UCI Pro Tour (entre o ano 2005 e 2010), veja-se Histórico de corridas do UCI Pro Tour
- As corridas estão ordenadas por data, tradicional, na que se disputam.

| Nome                              | País                   | Anos World Tour |
| --------------------------------- | ---------------------- | --------------- |
| Tour Down Under                   | Austrália              | 2011-2025       |
| Cadel Evans Great Ocean Road Race | Austrália              | 2017-2025       |
| UAE Tour                          | Emirados Árabes Unidos | 2019-2025       |
| Omloop Het Nieuwsblad             | Bélgica                | 2017-2025       |
| Strade Bianche                    | Itália                 | 2017-2025       |
| Paris-Nice                        | França                 | 2011-2025       |
| Tirreno-Adriático                 | Itália                 | 2011-2025       |
| Milão-Sanremo                     | Itália                 | 2011-2025       |
| Clássica Bruges–De Panne          | Bélgica                | 2019-2025       |
| E3 BinckBank Classic              | Bélgica                | 2012-2025       |
| Volta à Catalunha                 | Espanha                | 2011-2025       |
| Gante-Wevelgem                    | Bélgica                | 2011-2025       |
| Através de Flandres               | Bélgica                | 2017-2025       |
| Volta à Flandres                  | Bélgica                | 2011-2025       |
| Volta ao País Basco               | Espanha                | 2011-2025       |
| Paris-Roubaix                     | França                 | 2011-2025       |
| Amstel Gold Race                  | Países Baixos          | 2011-2025       |
| Flecha Valona                     | Bélgica                | 2011-2025       |
| Liège-Bastogne-Liège              | Bélgica                | 2011-2025       |
| Volta à Romandia                  | Suíça                  | 2011-2025       |
| Grande Prêmio de Frankfurt        | Alemanha               | 2017-2025       |

| Nome                                           | País                   | Anos World Tour |
| ---------------------------------------------- | ---------------------- | --------------- |
| Giro d'Italia                                  | Itália                 | 2011-2025       |
| Critério do Dauphiné                           | França                 | 2011-2025       |
| Volta à Suíça                                  | Suíça                  | 2011-2025       |
| Copenhagen Sprint                              | Dinamarca              | 2025            |
| Tour de France                                 | França                 | 2011-2025       |
| Clássica de San Sebastián                      | Espanha                | 2011-2025       |
| Volta à Polónia                                | Polónia                | 2011-2025       |
| Bretagne Classic                               | França                 | 2011-2025       |
| Benelux Tour                                   | Benelux                | 2011-2025       |
| Clássica de Hamburgo                           | Alemanha               | 2011-2025       |
| Volta a Espanha                                | Espanha                | 2011-2025       |
| Grande Prêmio de Quebec                        | Canadá                 | 2011-2025       |
| Grande Prêmio de Montreal                      | Canadá                 | 2011-2025       |
| Giro di Lombardia                              | Itália                 | 2011-2025       |
| Tour de Guangxi                                | China                  | 2017-2025       |
| Corridas desaparecidas                         |                        |                 |
| Tour de Pequim                                 | China                  | 2011-2014       |
| Campeonato do Mundo Contrarrelógio por Equipas | Vários                 | 2012-2017       |
| Tour de Abu Dhabi                              | Emirados Árabes Unidos | 2015-2018       |
| Volta à Califórnia                             | Estados Unidos         | 2017-2019       |
| RideLondon-Surrey Classic                      | Reino Unido            | 2017-2019       |

1. ↑  O contrarrelógio por equipas do Mundial foi um caso especial já que não estava integrado no calendário UCI World Tour mas pontuava para a classificação por equipas de dito calendário mundial de máxima categoria.